# 江行初雪圖
〈江行初雪圖〉是五代南唐畫家趙幹的作品，本卷起首處之題字，一說為李後主李煜手筆 書：「江行初雪。畫院學生趙幹狀。」
本幅描繪初冬江南水景，旅人策蹇，漁夫打漁謀生的生活細節，具有鮮明的江南地區畫風，在性質上則屬於風俗畫。這一件重要的南唐遺珍，在北宋初屬私人收藏，後入內府，為《宣和畫譜》著錄。後收入元朝內府及清朝內府，是件流傳有緒的精品，目前收藏於國立故宮博物院。

## 畫家
趙幹，南唐時江寧人。南唐李後主在位時，為畫院學生。自小生長在江南，因而所畫山水多為江南景物，畫樓、觀舟船、水村、漁市、花、竹...等，尤其擅長佈景。

## 畫作內容
在這幅手卷中，畫家利用彎曲的黃蘆堤岸，構置出浩渺的水波江面。
畫中寒雪紛飛，江邊漁人為了生計得繼續頂著風雪幹活，備極艱辛。而行走在岸邊的旅客，同樣冒著寒雪趕路，人、驢皆帶著一付苦寒難行的面目，畫家藉著筆下人物的表情，反映出畫中寒凍的江天。
全幅淡墨漬染絹地，再灑白粉為雪。寒林枯木皆用中鋒圓筆，勁挺有力。樹幹以乾筆皴染，自具陰陽向背。所畫蘆花，以赭墨裹粉，一筆點成，極富創意。小丘及坡腳，也以淡墨成塊塗抹而無皴紋。

## 收藏印
本卷原為金章宗收藏。1329年由奎章閣諸臣共同呈進，文宗並在幅中親書神品上的評第。他的品題表示宮廷對中原傳統的收納，也形塑著自己的藝術帝王形象。另也鈐有金、元、明、清各朝內府收藏印。

## 題跋資料
| 【題跋類別】              | 【作者】 | 【位置】 | 【款識】 | 【書體】 | 【全文】 |
| 作者款識                  | 趙幹     | 本幅     |          |          | 江行初雪。畫院學生趙幹狀。 |
| 題跋                      | 清高宗   | 前隔水   |          | 行書     | 吴頭楚尾滄江清。元冥試令飛初霙。驢背客寒風打笠。江心漁樂舟衝凌。蘆腰已折鬚添白。山頭乍失髻矗青。或見沙觜翁舉網。尚有舡脣兒弄罾。夫豈皸瘃之不懼。衣食切已勞經營。冰魚凍蟹入盤活。誰家羊膏佐軟烹。造物不齊有如此。對之令人感慨增。瑤機錦綍識異物。傳來北宋騰清聲。奎章學士丹邱生。一時法眼精品評。燭照意移生栗烈。畫時不知呵凍幾度方能成。乾隆御題。 |
| 印記： 幾暇怡情、乾隆宸翰 |          |          |          |          | |
| 題跋                      |          | 前隔水   |          |          | 趙幹江行初雪圖 |
| 題跋                      | 清高宗   | 拖尾     |          |          | 養心殿三希堂清玩真蹟 |
| 印記： 八徵耄念、自彊不息 |          |          |          |          | |
| 題跋                      |          | 拖尾     |          |          | 天曆二年一十日進入。奎章閣學士院典籤。臣張景先。奎章閣學士院參書。文林郎。臣柯九思。奎章閣學士院參書。奉訓大夫。臣雅琥。奎章閣供奉學士承德郎。臣李訥。奎章閣供奉學士。中議大夫。臣沙刺班。奎章閣承制學士。奉訓大夫。臣李泂。奎章閣承制學士。朝散大夫。中書左司郎中。臣朵來。奎章閣侍書學士。翰林直學士。中奉大夫。知制誥。同修國史。兼經筵官。臣虞集。奎章閣侍書學士。資善大夫。中書右丞。臣撒迪。奎章閣大學士。光祿大夫。中書平章政事。知經筵事。臣趙世延。奎章閣大學士。光祿大夫。知經筵事。臣忽都魯都兒迷失。 |
| 題籤                      | 清高宗   |          |          |          | 趙幹江行初雪圖。神品。內府秘玩。 |
| 印記： 神品、乾隆宸翰     |          |          |          |          | |

## 典藏尺寸
| 【位置】 | 【尺寸】(公分) |
| 本幅     | 25.9x376.5     |
| 前隔水   | 26.7x12.3      |
| 後隔水   | 26.2x12.4      |
| 拖尾     | 26.3x90.2      |

## 質地
| 【質地位置】 | 【質地】 |
| 本幅         | 絹       |
| 前隔水       | 綾       |
| 後隔水       | 綾       |
| 拖尾         | 紙       |

## 相關連結
- 五代南唐趙幹江行初雪圖　卷-國立故宮博物院器物典藏資料檢索系統 （页面存档备份，存于）